# Vadzim Lialin
Vadzim Mikalayevich Lialin –en bielorruso, Вадзім Мікалаевіч Лялін– (Babruisk, URSS, 15 de noviembre de 1982) es un deportista bielorruso que compitió en remo.
Ganó seis medallas en el Campeonato Europeo de Remo entre los años 2007 y 2016.
Participó en tres Juegos Olímpicos de Verano, entre los años 2008 y 2016, ocupando el séptimo lugar en Londres 2012, en la prueba de cuatro sin timonel.

## Palmarés internacional
| Campeonato Europeo | Campeonato Europeo          | Campeonato Europeo | Campeonato Europeo |
| Año                | Lugar                       | Medalla            | Prueba             |
| ------------------ | --------------------------- | ------------------ | ------------------ |
| 2007               | Poznań (Polonia)            | Medalla de bronce  | Ocho con timonel   |
| 2008               | Maratón (Grecia)            | Medalla de bronce  | Cuatro sin timonel |
| 2010               | Montemor-o-Velho (Portugal) | Medalla de oro     | Dos con timonel    |
| 2011               | Plovdiv (Bulgaria)          | Medalla de plata   | Cuatro sin timonel |
| 2015               | Poznań (Polonia)            | Medalla de bronce  | Cuatro sin timonel |
| 2016               | Brandeburgo (Alemania)      | Medalla de plata   | Cuatro sin timonel |